# Хотунцов, Геннадий Александрович
Геннадий Александрович Хотунцов (1859 — не ранее 1926) — русский педагог.

## Биография
Родился 19 (31) января 1859 года.
В 1878 году окончил 6-ю Санкт-Петербургскую гимназию, затем физико-математический факультет Санкт-Петербургского университета.
Преподавал математику в Красноярской гимназии. Был действительным членом-секретарём статистического комитета; под его редакцией была составлена «Памятная книжка Енисейской губернии с адрес-календарем» в 1890—1891 гг. Затем был чиновником по пересыльным делам при иркутском генерал-губернаторе, председателем уездной комиссии по производству переписи Российской империи.
Продолжал службу в Виленской губернии, где был старшим советником губернского правления и директором Виленского семиклассного коммерческого училища; 17 апреля 1905 года был произведён в действительные статские советники, был почётным мировым судьёй Виленского городского округа.
Затем стал директором Петровского (в Петрограде) коммерческого училища. После революции в здании училища расположилась школа № 23, в которой Хотунцов был делопроизводителем.
Дата и место смерти неизвестны.

## Награды
- орден Св. Станислава 2-й ст. (1896)
- орден Св. Анны 2-й ст. (1901)
- орден Св. Владимира 4-й ст. (1909)[3]
- орден Св. Владимира 3-й ст. (1913)
- орден Св. Станислава 1-й ст. (1915)[5]